# Grundöl
Grundöle (auch Basisöle) werden verwendet, um Mineralölprodukte einschließlich Schmierfetten, Motorölen und Kühlschmiermitteln  herzustellen. Die Produkte unterscheiden sich unter anderem in der Viskosität bei verschiedenen Temperaturen.
Grundöl wird aus Raffination aus Rohöl hergestellt, indem leichte und schwere Kohlenwasserstoffe durch Destillation voneinander getrennt werden. Erstere werden zu Benzin und anderen Brennstoffen verarbeitet, während Bitumen und Grundöle zur schwereren Fraktion gehören.
Es gibt weltweit viele Vorkommen von Rohölen, aus denen Grundöle hergestellt werden. Am gebräuchlichsten ist eine Art paraffinisches Rohöl, obwohl es auch naphthenische Rohöle gibt, deren Produkte eine bessere Löslichkeit und sehr gute Eigenschaften bei niedrigen Temperaturen haben. Durch die Nutzung des Verfahrens der Hydrierung, werden Schwefel und Aromaten entfernt und ergeben mit Wasserstoff unter hohem Druck sehr reine Grundöle, die sich bei besonders hohen Qualitätsanforderungen eignen.
Additive sind chemische Substanzen und werden dem Grundöl zugesetzt, um die Qualitätsanforderungen an die Endprodukte beispielsweise hinsichtlich Inhibitoren gegen Rost- und Korrosion, Detergens, Dispergiermittel und Tensiden zur Reinigung und Schutz metallischer Oberflächen zu erfüllen. Einige Motoröle enthalten mehr als zwanzig Prozent Additive.
In Grundölen können aufgrund des Herstellungsprozesses Spuren von Verunreinigungen durch polycyclische aromatische Kohlenwasserstoffe (PAK) enthalten sein, z. B. Benzo[a]pyren. Kühlschmierstoff-Kreisläufe mit mehr als 50 ppm Benzo[a]pyren gelten als krebserzeugend und der Kühlschmierstoff ist möglichst schnell auszutauschen.
Der Basisölgehalt in Kühlschmierstoffen liegt in der Regel unter 5 %. Auch sind die für eine Benzo[a]pyren-Bildung erforderlichen extremen Temperaturen aufgrund des hohen Wasseranteils von > 95 % sehr selten. In Zweifelsfällen – etwa bei wassergemischten Kühlschmierstoffen mit Hochdruckzusätzen und Standzeiten über einem Jahr – sollte eine Bestimmung des Benzo[a]pyren-Gehalts erfolgen. In Kreisläufen nichtwassermischbarer Kühlschmierstoffe liegen die Konzentrationen trotz der längeren Standzeiten aufgrund der noch höheren Temperaturen weit unter der Konzentrationsgrenze von 50 ppm.

## Offizielle Klassifizierungen
1993 hat das American Petroleum Institute (API) die Grundöle in fünf Hauptgruppen kategorisiert. Diese Aufgliederung basiert auf der Raffinationsmethode und den Eigenschaften des Grundöls, unter anderem hinsichtlich der Viskosität und des Anteils an gesättigten Verbindungen und dem Schwefelgehalt.

### Gruppe I
Aus den 1930er Jahren stammt der am wenigsten verfeinerte Typ, der von Solvent Refining hergestellt wird. Dieses Grundöl besteht normalerweise aus konventionellem Petroleum. Eine Verbesserung des Raffinationsprozesses in den 1960er Jahren, die Hydrobehandlung genannt wurde, machte dieses Grundöl stabiler, weniger reaktiv und länger haltbar als die früheren Grundöle.
Die API definiert als Gruppe I „Grundsubstanzen, die weniger als 90 Prozent gesättigte Verbindungen und / oder mehr als 0,03 Prozent Schwefel enthalten und einen Viskositätsindex von mindestens 80 und maximal 120 haben“.

### Gruppe II
Ab 1971 wurde ein besseres Petroleum Grundöl, das teilweise durch Hydrocracking produziert werden kann. Alle Verunreinigungen werden aus dem Öl entfernt, was zu einer klareren Farbe führt.
Das API definiert die Gruppe II als „Grundsubstanz mit mindestens 90 Prozent gesättigten Verbindungen und maximal 0,03 Prozent Schwefel sowie einen Viskositätsindex mindestens 80 und weniger als 120“.

### Gruppe III
Aus dem Jahr 1993 stammt der höchstwertigste Grad der Petroleum-Grundöle, die vollständig durch Hydrocracken, Hydroisomerisierung und Hydrodesulfurierung hergestellt werden, die diese Öle chemisch reiner machen.
Die API definiert die Gruppe III als „Grundsubstanz mit mindestens 90 Prozent gesättigte Verbindungen und maximal 0,03 Prozent Schwefel sowie einen Viskositätsindex mindestens 120“.
Diese Gruppe kann beschrieben werden als technologisch synthetische Öle oder durch hydrogecrackte synthetische Öle. Einige Mineralölkonzerne nennen ihre Produkte jedoch unter dieser Gruppe „synthetisches Öl“.

### Gruppe IV
Aus dem Jahr 1974, besteht aus synthetischen Ölen, hergestellt aus Polyalphaolefinen (PAO). Grundöle der Gruppe IV haben einen Viskositätsindex im Bereich von 125–200.
Poly-Alpha-Olefine (PAO) Öle sind bei extremen Temperaturen viel stabiler, wodurch sie für den Einsatz bei sehr kaltem Wetter (wie im Nordwesten der USA und Nordeuropa) sowie sehr heißem Wetter (wie im Mittleren Osten) geeignet sind.

### Gruppe V
Aus den 1940er Jahren stammend, kann jede Art von Grundöl anders als in den zuvor definierten Gruppen erwähnt werden.
Dazu gehören unter anderem, naphthenische Öle und Ester.

## Inoffizielle Klassifikationen
Inoffizielle Grundölklassifizierungen werden vom American Petroleum Institute (API) nicht anerkannt, sie werden jedoch häufig verwendet zur Vermarktung von Motorenölen und Automatikgetriebeölen.

### Gruppe II+
Aus den 1990er Jahren stammend, eine verfeinerte Note von Petroleum Grundöl der Gruppe III, hergestellt durch Hydrodesulfurierung. Grundöle der Gruppe II+ haben einen hohen Wert Viskositätsindex am oberen Ende der API-Gruppe II. Der Viskositätsindex beträgt mindestens 110–115.

### Gruppe III+
Ursprünglich aus dem Jahr 2015 um Gas zu Flüssigkeiten (GTL) Prozess zu produziert. Grundöle der Gruppe III+ haben einen sehr hohen Wert Viskositätsindex (VHVI) am oberen Ende des Bereichs der API-Gruppe III. Der Viskositätsindex beträgt mindestens 130–140.

### Gruppe VI
Besteht aus synthetischen Öle hergestellt aus inneren Polyinterolefinen (PIO).
Öle mit Polyinterolefinen (PIO) ähneln Polyalphaolefinen (PAO), aber verwenden sie verschiedene Chemikalien im Syntheseverfahren, um einen noch höheren Viskositätsindex (VI) zu erhalten.